# Los piratas de los asteroides
Los piratas de los asteroides (Lucky Starr and the Pirates of the Asteroids en inglés) es una novela juvenil de ciencia ficción escrita por Isaac Asimov y publicada en 1953 por Doubleday. Es la segunda de la serie Lucky Starr. Al igual que las otras novelas de la serie, Asimov originalmente la publicó bajo el seudónimo de Paul French. Esta entrega introduce elementos de espionaje y de conflicto político que la vinculan con el contexto de la Guerra Fría.

## Argumento
Un año después de los eventos del primer libro, David "Lucky" Starr diseña un plan para combatir a los piratas de los asteroides, organización responsable de matar a sus padres cuando era un niño. Por recomendación de Starr, el Consejo de Ciencias envía una nave trampa llamada Atlas con una bomba al cinturón de asteroides. Lucky se infiltra solo en la nave con ayuda de su amigo Bigman. Cuando una nave pirata intercepta al Atlas, Lucky se presenta ante su capitán Anton con una identidad falsa, pretendiendo querer unirse a los piratas de los asteroides. Para probar sus intenciones, el capitán decide que se bata a duelo con uno de sus hombres, Dingo.
El duelo se lleva a cabo en el espacio, con ambos duelistas usando pistolas propulsoras para moverse e intentar dejar fuera de juego al otro. Luego de un enfrentamiento desventajoso y agitado, Lucky logra aferrarse a Dingo y amenazarlo para que se rinda. Los piratas llevan a Starr al hogar de Hansen, un ermitaño que vive solo en un asteroide, para que cuide de él. Luego de contarle su vida y cómo colabora con los piratas, Hansen le dice a Lucky que lo reconoce como el hijo de Lawrence Starr. El ermitaño le pide a Lucky que lo lleve a la Tierra, para ganar un indulto a cambio de información sobre los piratas. Ambos parten hacia el observatorio de Ceres. Allí Lucky le cuenta a Conway y Henree, miembros del Consejo y sus tutores, que la nave de los piratas que lo interceptaron era del diseño usado por los habitantes de Sirio. Deducen así que los piratas son cómplices de una futura invasión.
Lucky intenta volver a ubicar el asteroide de Hansen pero no lo encuentra, por lo que decide ir a buscarlo por su cuenta. Junto con Bigman, parte en su nave. Tras buscar por un tiempo, encuentran el asteroide y, mientras Bigman espera en la nave, Lucky desciende con su traje espacial. Cerca de la superficie es atrapado y llevado a la base pirata. Dingo, su captor, busca revancha y se enfrenta a él en una pelea, pero cuando comienza a perder utiliza un látigo neurónico para aturdirlo. Los piratas usan una catapulta para lanzar a Lucky al espacio en su traje espacial. Mientras Bigman se defiende de las naves piratas, Lucky utiliza su tubo de oxígeno para propulsarse hasta su nave y su amigo lo rescata. Antes de retirarse, Lucky usa un rayo calórico para fundir desechos metálicos sobre el asteroide, marcándolo. Al volver a Ceres, descubren que está bajo ataque de los piratas. Tras repeler el ataque, los miembros del Consejo se dan cuenta de que Hansen ha desaparecido e informan a Starr que interceptaron una señal siria en Ganímedes. Lucky deduce que el ataque pirata buscaba provocar una respuesta que comenzara la guerra entre Sirio y la Tierra. Tras revisar las grabaciones del ataque, descubre que la nave del capitán Anton se dirige a Ganímedes.
Starr parte solo tras Anton usando su nave. Toma un atajo pasando peligrosamente cerca del sol, de cuya radiación y calor se protege usando el escudo de energía que los marcianos le habían entregado en la novela anterior. Al alcanzar a Anton, Lucky lo amenaza con estrellarse contra él para que se rinda. Anton no cede, pero es asesinado por Hansen, que se encontraba en la misma nave, con una pistola desintegradora. Ya ante el almirante de la armada terrestre, Lucky hace confesar a Hansen que él es el líder de los piratas. Lo obliga además a hacer que los sirios se retiren de Ganímedes, evitando así un enfrentamiento con la Tierra. Lucky también comenta que el asteroide donde los piratas tenían su base usaba propulsores para moverse, razón por la que no era fácil de encontrar. Hansen es encarcelado, y Lucky comenta cómo dedujo que era parte de la tripulación pirata que había asesinado a sus padres cuando él era un niño.